# Ryan White
Pour les articles homonymes, voir White.
Cet article concerne la personnalité engagée dans la lutte contre le sida. Pour le joueur de hockey sur glace, voir Ryan White (hockey sur glace).
Ryan White, né le 6 décembre 1971 à Kokomo dans l'Indiana et mort le 8 avril 1990 à Indianapolis, est un jeune homme américain qui est devenu un emblème national de la lutte contre le VIH aux États-Unis après avoir été renvoyé de son école à cause de son infection.
Hémophile, il est infecté à la suite d'une injection de sang contaminé par le VIH. Le diagnostic est établi en 1984 lorsqu'il a treize ans. Les médecins lui donnent alors trois à six mois à vivre, bien qu'ils déclarent par ailleurs qu'il ne pose aucun risque pour les autres élèves de son établissement. Le sida étant méconnu du grand public, beaucoup de parents et d'enseignants de Kokomo manifestent contre sa présence lorsqu'il essaye de retourner à l'école. Une longue bataille judiciaire contre le système scolaire s'ensuit et la couverture médiatique de ce combat fait de White une célébrité nationale, un porte-parole de la recherche contre le sida ainsi qu'un conférencier sur cette maladie. À la surprise de ses médecins, White vécut cinq années de plus que les prédictions et meurt le 8 avril 1990, peu de temps avant qu'il ne termine le lycée.
Auparavant, le sida était une maladie diagnostiquée avant tout chez les homosexuels masculins. Au cours des années 1980 et 1990, cette idée change lorsque White, ainsi que d'autres personnalités séropositives ou sidéennes, comme Magic Johnson et Arthur Ashe, apparaissent dans les médias pour défendre la recherche contre le sida et expliquer au public ce qu'est cette maladie. Le Congrès des États-Unis adopte en 1990 ce qui devient un article majeur de la législation sur le sida, le Ryan White Care Act (en), peu de temps après sa mort. Cette loi du Congrès est renouvelée et à nouveau votée en 2015. Les programmes Ryan White sont les plus importants fournisseurs de services pour les personnes séropositives ou sidéennes aux États-Unis.

## Jeunesse et maladie
Ryan Wayne White est né à l'hôpital  Saint-Joseph Memorial de Kokomo dans l'Indiana. Il est le fils de Jeanne Elaine Hale (future Jeanne White-Ginder) et Hubert Wayne White. Circoncis à sa naissance, le saignement ne s'arrête pas. Alors âgé de trois jours, les médecins diagnostiquent une grave hémophilie de type A, un trouble héréditaire de la coagulation sanguine associé avec le chromosome X. Cela provoque une hémorragie sévère même pour des blessures mineures. Dans le cadre de son traitement, il reçoit des transfusions hebdomadaires de facteur VIII, une protéine contenue dans le plasma sanguin. Ce traitement de plus en plus commun pour les hémophiles à l'époque est créé à partir de donneurs de plasma de non-hémophiles.
En bonne santé la majeure partie de son enfance, il devient extrêmement malade en contractant une pneumonie aiguë en décembre 1984. Le 17 décembre 1984 à treize ans, au cours d'une procédure de retrait partiel du poumon, White est diagnostiqué comme souffrant du syndrome d'immunodéficience acquise (sida). La communauté scientifique ne sait que peu de choses sur cette maladie à l'époque : les scientifiques réalisant seulement plus tôt cette année-là que le HTLV-III, désormais appelé le virus de l'immunodéficience humaine (VIH), est la cause du sida. White a apparemment reçu un traitement de facteur VIII contaminé par le HTLV-III, bien que la date exacte de son infection reste inconnue. À cette époque, parce que le rétrovirus responsable du sida est identifié depuis peu, beaucoup de traitements du même type que celui reçu par White sont contaminés, parce que les médecins ne savent pas comment faire pour tester la présence du virus et que les donneurs eux-mêmes ne savent souvent pas qu'ils sont infectés, ou même, que le sang est un facteur dans la transmission de la maladie. Chez les hémophiles traités avec des facteurs de coagulation sanguine entre 1979 et 1984, près de 90 % sont infectés par le VIH. Au moment de son diagnostic, le taux de lymphocytes T auxiliaires est à 25, alors que celui d'une personne non immuno-déprimée varie entre 500 et 1200. Les médecins prédisent donc à White qu'il ne lui reste que trois à six mois à vivre, compte tenu de ce qu'ils observent chez les autres patients atteints.
Après le diagnostic, White est trop malade pour retourner à l'école, mais au début de l'année 1985, il commence à aller mieux. Sa mère demande s'il peut retourner à l'école mais est informée par les autorités scolaires que ce n'est pas possible. Le 30 juin 1985, une demande officielle pour permettre la réadmission de White à l'école est rejetée, déclenchant une bataille juridique qui dure huit mois.

## Lutte avec les écoles
L'école de Ryan White se trouve à Russiaville et appartient à la Western School Corporation (en), un district d'écoles publiques. Elle fait face à une énorme pression de parents et professeurs afin qu'elle n'autorise pas son accès à Ryan White après que son diagnostic fut connu. Sur l'école de 360 élèves au total, 117 parents et 50 enseignants signent une pétition allant en ce sens. En raison de la peur généralisée et de l'ignorance du sida, le principal et plus tard le conseil scolaire, cèdent à la pression et interdisent l'accès de l'école à Ryan White. Sa famille dépose une plainte visant à annuler l'interdiction auprès de la Cour de district à Indianapolis. La Cour refuse toutefois d'entendre l'affaire jusqu'à ce que les recours administratifs soient réglés. Le 25 novembre, un responsable de l'État pour l'éducation juge que l'école doit suivre les directives du Conseil de santé de l'Indiana et que Ryan White doit donc être autorisé à venir à l'école.
Les moyens de propagation du VIH ne sont pas entièrement compris au début des années 1980. Les scientifiques connaissent sa faculté de propagation par le sang et qu'il n'est pas transmissible par un contact occasionnel, mais encore en 1983, l'Association médicale américaine estime que des preuves suggèrent que de simples contacts peuvent transmettre le sida. Les enfants atteints du sida sont encore rares : au moment de l'interdiction de White, les centres pour le contrôle et la prévention des maladies connaissent seulement 148 cas de sida pédiatrique aux États-Unis. Ainsi de nombreuses familles de Kokomo estiment que la présence de White dans l'école pose un risque inacceptable. Quand il est autorisé à retourner à l'école pour une journée en février 1986, 151 des 360 élèves restent chez eux. White travaillant également comme livreur de journaux, beaucoup de gens sur son parcours annulent leurs abonnements, par peur que le VIH leur soit transmis. 
Le commissaire de la santé pour l'État de l'Indiana, le Dr Woodrow Myers, a une grande expérience dans le traitement des malades du sida à San Francisco et les centres pour le contrôle et la prévention des maladies avisent plusieurs fois l'école que White ne pose pas de risque pour les autres élèves, mais la commission scolaire et de nombreux parents ignorent leur déclarations. En février 1986, le The New England Journal of Medicine publie une étude de 101 personnes qui avaient passé trois mois à vivre en contact étroit sans relations sexuelles avec des personnes atteintes du sida. L'étude conclut que le risque d'infection est « minime, voire inexistant », même lorsque le contact inclut le partage de brosses à dents, rasoirs, vêtements, peignes et verres ; de même que dormir dans le même lit et s'embrasser.
Quand White est finalement réadmis en avril, un groupe de familles retire leurs enfants et fonde une école alternative. Des menaces de violence et poursuites judiciaires persistent. Selon la mère de Ryan White, les gens dans la rue vont jusqu'à crier « nous savons que tu es pédé » à son fils. Les rédacteurs de la Kokomo Tribune, qui soutiennent White à la fois financièrement et par leurs articles, sont également stigmatisés par les membres de la communauté et menacés de mort pour leurs actions. D'autres estiment que ces actions sont à la fois hypocrites et contradictoires : ceux qui sont hostiles laissent entendre que White est probablement un homosexuel qui a contracté le VIH, mais ils affirment aussi que le VIH peut être transmis par simple contact.
Ryan White est scolarisé dans la Western Middle School pour toute l'année scolaire 1986-1987 mais il est profondément malheureux et a peu d'amis. L'école lui demande de manger avec des couverts jetables, d'utiliser des toilettes séparées et renonce à son obligation de l'inscrire aux cours de gymnastique. Les menaces continuent, comme le démontre le tir d'une balle dans la fenêtre du salon familial, heureusement vide à ce moment-là. La famille décide finalement de quitter Kokomo après la fin de l'année scolaire, en s'installant à Cicero dans l'Indiana, où Ryan White est inscrit à la Hamilton Heights High School. Le 31 août 1987, « très nerveux », White est accueilli par le directeur de l'école Tony Cook, le surintendant du système scolaire Bob G. Carnal et une poignée d'étudiants qui, informés sur le sida, n'ont pas peur de lui serrer sa main. Les parents des élèves reçoivent également, à l'initiative d'une représentante des étudiants, des informations de la part de spécialistes.
| 30 juin     | Le surintendant James O. Smith refuse à White d'entrer dans l'école. |
| 26 août     | Premier jour d'école. White est autorisé à écouter ses cours par téléphone. |
| 2 octobre   | Le principal de l'école confirme la décision d'interdiction. |
| 25 novembre | Le département de l'éducation de l'État de l'Indiana décide que White doit être admis à l'école.                                                                                |
| 17 décembre | Le conseil de l'école vote 7 voix à 0 pour faire appel de la décision. |
| 6 février   | Le département de l'éducation de l'État de l'Indiana décide de nouveau que White doit être admis à l'école, après une inspection de responsables de la santé du comté d'Howard. |
| 13 février  | Un responsable de la santé du comté d'Howard détermine que White est apte à aller à l'école.                                                                                    |
| 19 février  | Le juge du comté d'Howard refuse d'émettre une injonction contre White. |
| 21 février  | White retourne à l'école. Un autre juge accorde une ordonnance d'interdiction dans l'après-midi pour de nouveau lui interdire l'entrée.                                         |
| 2 mars      | Des opposants à White organisent une vente aux enchères dans le gymnase de l'école pour obtenir des fonds afin d'empêcher la venue de White.                                    |
| 9 avril     | Le cas de White est présenté en circuit court. |
| 10 avril    | Le juge de circuit court Jack R. O'Neill annule l'ordonnance d'interdiction. White retourne à l'école.                                                                          |
| 18 juillet  | La cour d'appel de l'Indiana décline la possibilité d'autres appels. |

## Attention nationale
La publicité du procès de Ryan White lui donne une attention nationale, au milieu d'une couverture croissante de sujets sur le sida dans les médias. Entre 1985 et 1987, le nombre de reportages sur le sida dans les médias américains double. Bien qu'isolé dans son combat avec l'école, Ryan White apparaît fréquemment à la télévision nationale et dans les journaux pour discuter de sa maladie. Finalement, il devient connu comme un porte-parole sur le sida, apparaissant dans les collectes de fonds et les campagnes de sensibilisation. Ryan White participe notamment à de nombreuses collectes à destination des enfants atteints du sida. De nombreuses célébrités apparaissent à ses côtés à partir de son procès pour aider à déstigmatiser publiquement les personnes atteintes du sida. Les chanteurs John Mellencamp, Elton John et Michael Jackson, l'acteur Matt Frewer, le plongeur Greg Louganis, le président des États-Unis Ronald Reagan et la première dame des États-Unis Nancy Reagan, l'Administrateur de la Santé Publique des États-Unis, C. Everett Koop, l'entraîneur de basket-ball Bobby Knight et le joueur de basket Kareem Abdul-Jabbar se lient tous d'amitié avec Ryan White. Ce dernier est aussi ami de nombreux enfants atteints du sida ou atteints d'autres maladies potentiellement affaiblissantes.
Pour le reste de sa vie, Ryan White se produit fréquemment dans le débat télévisé du présentateur Phil Donahue. Une actrice dont il est fan, Alyssa Milano de la série télévisée alors en vogue Madame est servie, le rencontre et lui donne un bracelet d'amitié et un baiser. Elton John prête à la mère de Ryan White 16 500 dollars pour financer la maison de Cicero. Au lycée, Ryan White conduit une Ford Mustang rouge décapotable, un cadeau de Michael Jackson. En dépit de la notoriété et des dons, Ryan White déclare qu'il n'aime pas l'attention reçue et souligne qu'il serait prêt à tout pour échanger sa renommée pour être libéré de la maladie.
En 1988, Ryan White donne un discours devant la Commission présidentielle sur l'épidémie de VIH (en). Il y explique la discrimination dont il avait fait l'objet quand il a essayé de retourner à l'école, mais également le changement positif dans son accueil à Cicero à la suite des informations plus nombreuses sur la maladie. Il a souligné ses expériences différentes à Kokomo et Cicero comme un exemple de la puissance et de l'importance de l'éducation sur le sida. 
En 1989, ABC diffuse le téléfilm The Ryan White Story mettant en vedette Lukas Haas, Judith Light et Nikki Cox, respectivement dans les rôles de Ryan White, sa mère Jeanne et sa sœur Andrea. White réalise une petite apparition dans le téléfilm, jouant un garçon qui se lie d'amitié avec le personnage principal, mais qui est également souffrant du sida. D'autres acteurs sont présents dans ce téléfilm, comme Sarah Jessica Parker, George Dzundza et George C. Scott. Selon l'échelle de Nielsen, quinze millions de téléspectateurs auraient vu ce téléfilm. Certains résidents de Kokomo ont estimé par la suite que le téléfilm dépeint une vision caricaturale et péjorative de leur ville et, après la diffusion du téléfilm, le bureau du maire de Kokomo Robert F. Sargent est submergé de plaintes provenant de tout le pays, même si Sargent n'était pas élu à l'époque de la controverse.
Au début de l'année 1990, la santé de Ryan White se détériore rapidement. Dans sa dernière apparition publique, il organise une fête après les Oscars du cinéma en compagnie de l'ancien président Ronald Reagan et de Nancy Reagan en Californie. Bien que sa santé se détériore, il parle aux Reagan de son bal de promo et de ses espoirs de fréquenter l'université.

## Mort
Le 29 mars 1990, Ryan White entre à l'hôpital pour enfants Riley à Indianapolis, atteint d'une infection respiratoire. Comme son état se détériore, il est placé sous respiration artificielle et sédatifs. Le chanteur Elton John lui rend visite et l'hôpital est submergé d'appels de sympathisants. Ryan White meurt le 8 avril 1990.
Plus de 1 500 personnes assistent à ses funérailles, le 11 avril 1990, dans la deuxième église presbytérienne de Meridian Street, à Indianapolis. Des personnalités comme les chanteurs Elton John et Michael Jackson, le sportif Howie Long, le présentateur Phil Donahue et la première dame des États-Unis Barbara Bush y assistent également. Elton John interprète la chanson Skyline Pigeon (en). Le jour de l'enterrement, l'ancien président des États-Unis Ronald Reagan écrit un hommage qui paraît dans The Washington Post. Cette déclaration et l'enterrement de Ryan White ont été considérés a posteriori comme des indicateurs d'un changement de perception sur le sida.

« Nous devons à Ryan de s'assurer que la peur et l'ignorance qui l'ont chassé de son domicile et de son école seront éliminées. Nous devons à Ryan d'ouvrir nos cœurs et nos esprits à ceux qui ont le sida. Nous devons à Ryan de faire preuve de compassion, de bienveillance et de tolérance envers les personnes atteintes du sida, leurs familles et amis. C'est la maladie qui fait peur et non les gens qui l'ont »

— Extrait de la déclaration de l'ancien président des États-Unis Ronald Reagan le 11 avril 1990.
White est enterré à Cicero, à proximité de la maison de sa mère. Dans l'année qui suit sa mort, sa tombe est vandalisée à quatre reprises mais au fur et à mesure, elle devient un lieu de pèlerinage pour ses admirateurs.

## Postérité
Ryan White est l'une des rares personnalités très visibles ayant le sida dans les années 1980 et au début des années 1990 qui a contribué à changer la perception de la maladie auprès du grand public. Il est, avec l'acteur Rock Hudson, l'un des premiers « visages » de la maladie. Avec des personnalités qui sont devenues plus tard associés au VIH et au sida, comme les frères Ray (en), Magic Johnson, Arthur Ashe, Robert Reed de The Brady Bunch, Tim Richmond (en), Kimberly Bergalis (en), Elizabeth Glaser (en), Liberace, Freddie Mercury ou le chanteur français Mano Solo, Ryan White a contribué à accroître la conscience du grand public sur le fait que le VIH et le sida sont une épidémie importante.
De nombreux organismes de bienfaisance se sont formés autour de la mort de Ryan White. L'Indiana University Dance Marathon (en), initié en 1991, recueille des fonds pour le James Whitcomb Riley Hospital for Children (en). Entre 1991 et 2013, cet événement a permis de récolter plus de 16 millions de dollars pour les enfants. L'argent a également permis de fonder la Ryan White Infectious Disease Clinic dans cet hôpital afin de prendre soin des enfants les plus malades. Le médecin personnel de Ryan White, dont il était proche, le Dr Martin Kleiman, est devenu professeur de pédiatrie à l'Indiana University School of Medicine (en) d'Indianapolis. Dans une interview 1993, le militant de la lutte contre le sida et des droits des homosexuels Larry Kramer a dit : « Je pense que le petit Ryan White a probablement fait plus pour changer le visage de cette maladie […] que quiconque. […] ».
En 1992, la mère de Ryan White a fondé la Ryan White Foundation. Cette fondation à but non lucratif a pour mission d'accroître la sensibilisation sur le VIH et le sida, avec un accent sur les hémophiles et sur les familles des malades. La fondation a été active tout au long des années 1990, avec des dons culminant à 300 000 dollars par an en 1997. Entre 1997 et 2000, toutefois, les dons pour la lutte contre la maladie baissent nationalement de 21 % et la fondation a connu une diminution du niveau de dons vers les 100 000 dollars par an. En 2000, la mère de Ryan White a mis fin à la fondation et a fusionné ses actifs restants avec AIDS Action, un organisme de bienfaisance de plus grande notoriété. Elle est devenue une porte-parole de l'activisme sur le sida et continue à organiser des conférences à travers le site consacré à son fils, ryanwhite.com. Le lycée de Ryan White, Hamilton Heights, a eu une marche étudiante annuelle parrainée par le gouvernement et les profits vont à une bourse.
La mort de Ryan White a inspiré Elton John pour créer la Elton John AIDS Foundation (en). White est également devenu l'inspiration pour plusieurs chansons : Elton John verse les bénéfices de The Last Song (1992), qui apparaît sur son album The One (1992), au fonds Ryan White de l'hôpital Riley. Michael Jackson a dédié la chanson Gone Too Soon de son album Dangerous (1991) en sa mémoire et il apparaît sur le clip et la jaquette de la chanson. Tiffany lui a également dédié la chanson Here in My Heart (1990) sur son album New Inside (1990). En novembre 2007, le Children's Museum of Indianapolis a ouvert une exposition permanente appelée The Power of Children: Making a Difference qui donne à réfléchir sur le rôle de plusieurs enfants comme Ryan White, Anne Frank et Ruby Bridges.

### Ryan White et la perception du sida par le public
Au début des années 1980, le sida est connu comme un déficit immunitaire lié à l'homosexualité (en) parce que la maladie a d'abord été identifiée au sein des communautés homosexuelles principalement à New York et San Francisco. Au début de l'épidémie du VIH et du sida aux États-Unis, la maladie est un « problème homosexuel » et elle est largement ignorée par les décideurs politiques. Le diagnostic de Ryan White démontre que le sida n'est en fait pas exclusif aux homosexuels, aux toxicomanes, aux minorités et aux pauvres. Dans son plaidoyer en faveur de la recherche contre le sida, Ryan White a toujours rejeté toute critique de l'homosexualité, bien qu'il ne soit pas gay lui-même.
Ryan White est vu par certains comme une « victime innocente» de l'épidémie du sida. Avec sa famille, il a fermement rejeté le terme de « victime innocente » parce que l'expression a été souvent galvaudée pour signifier que les homosexuels atteints du sida sont « coupables ». La mère de Ryan White explique au New York Times dans un entretien que Ryan a toujours dit : « Je suis comme tout le monde avec le sida, peu importe comment je l'ai eu ». Elle continue en signalant « [qu']il n'aurait jamais vécu aussi longtemps sans la communauté gay. Les gens que nous connaissions à New York ont fait en sorte que nous soyons au courant des derniers traitements bien avant […] [que ce soit connus en] Indiana. J'entends des mères dire aujourd'hui qu'elles ne travailleront pas avec une communauté gay sur quoi que ce soit. Eh bien, si cela concerne la vie de votre fils, vous feriez mieux de commencer à changer votre [vision des choses] et votre attitude […] ».

### Ryan White CARE Act

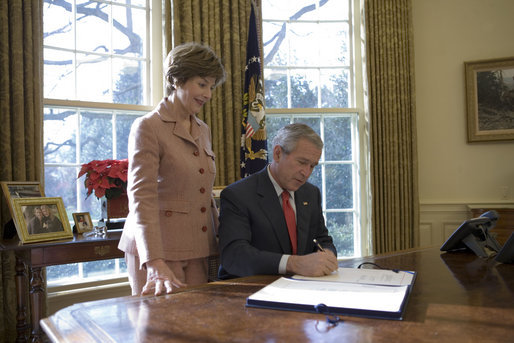
Le président des États-Unis George W. Bush signant le renouvellement de la loi Ryan White le 19 décembre 2006. La première dame des États-Unis Laura Bush est à ses côtés.

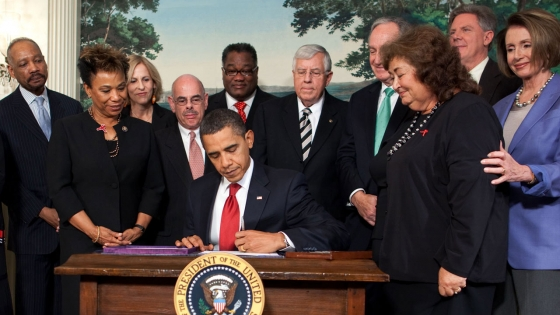
Le président des États-Unis Barack Obama signant l'extension de la loi Ryan White en 2009. La mère de Ryan White est également présente.

En août 1990, quatre mois après la mort de Ryan White, le Congrès des États-Unis adopte en son honneur le Ryan White Comprehensive AIDS Resources Emergency (CARE), mieux connu comme le Ryan White CARE Act (en). Cette loi est le plus grand programme de financement par le gouvernement fédéral des États-Unis à destination des personnes vivant avec le VIH ou le SIDA. Elle finance des programmes pour améliorer l'accès aux soins des personnes à faible revenu, aux victimes sans couverture ou sous-assurées, ainsi qu'à leurs familles.
Ces programmes sont des « dispositifs de dernier recours » qui subventionnent le traitement en l'absence d'autres possibilités. La loi a été de nouveau autorisée en 1996, 2000, 2006 et 2009 et reste un élément actif de la législation actuelle. Ils fournissent des soins pour environ 500 000 personnes par an et, en 2004, ont fourni des fonds pour 2 567 organisations. Ces programmes fournissent également une assistance financière et technique aux acteurs locaux de soins médicaux primaires, aux services de soutien, aux professionnels de la santé et aux programmes de formation.
Le Ryan White CARE Act devait expirer le 30 septembre 2009 mais grâce à une mobilisation, une prolongation de l'acte a été signée le 30 octobre 2009 par le président des États-Unis, Barack Obama.

### Citations originales
1. ↑  « We owe it to Ryan to make sure that the fear and ignorance that chased him from his home and his school will be eliminated. We owe it to Ryan to open our hearts and our minds to those with AIDS. We owe it to Ryan to be compassionate, caring and tolerant toward those with AIDS, their families and friends. It's the disease that's frightening, not the people who have it »
2. ↑  « I think little Ryan White probably did more to change the face of this illness and to move people than anyone. And he continues to be a presence through his mom, Jeanne White. She has an incredibly moving presence as she speaks around the world. »
3. ↑  « I'm just like everyone else with AIDS, no matter how I got it. »
4. ↑  « And he would never have lived as long as he did without the gay community. The people we knew in New York made sure we knew about the latest treatments way before we would have known in Indiana. I hear mothers today say they're not gonna work with no gay community on anything. Well, if it comes to your son's life, you better start changing your heart and your attitude around. »